# Vuco XI
Vuco XI je jedanaesti studijski album hrvatskog pjevača Siniše Vuce. Objavljen je 2011. u izdanju diskografske kuće Croatia Records.
Na albumu se nalazi hit pjesma »Tražena si roba u gradu«. Vuco XI je sniman u studijima u Splitu i u njemačkom Reutlingenu.

## Popis skladbi
1. Tražena si roba u gradu - 4:06 

2. Ulij, ulij u tu veću - 2:58 

3. Gazi, gazi (ft. TaZ) - 3:16 

4. Raspameti se, seko - 4:22 

5. Boli me - 3:00 

6. Arijana - 3:01 

7. Ona koju volim - 4:16 

8. Njeno tijelo - 3:05 

9. Što si, 'ko si - 3:45 

10. Sjeti se (Nema veze) - 3:30 
	
11. Bolest - 3:42 

12. Više me ne voliš - 3:31 

13. Ničeg nema - 3:19 

14. Anđeo - 4:27 

15. Lipa Ana (Etnofest Neum 2010.) - 3:18 

16. Njeno tijelo (Splav Edit) - 3:05 